# Vetenskapsåret 1835

## Händelser

### Geologi
- Okänt datum - Roderick Murchison namnger silurperioden,[1] och Adam Sedgwick namnger kambriumperioden.[2]

## Pristagare
- Copleymedaljen: William Snow Harris, brittisk läkare och uppfinnare inom el-området
- Wollastonmedaljen: Gideon Mantell, brittisk geolog och paleontolog [3]

## Födda
- 12 mars - Simon Newcomb (död 1909), amerikansk astronom och matematiker.
- 14 mars - Giovanni Schiaparelli (död 1910), italiensk astronom.
- 24 mars - Jozef Stefan (död 1893), österrikisk fysiker, matematiker och poet.
- 15 maj - Émile Léonard Mathieu (död 1890), fransk matematiker.

## Avlidna
- 18 augusti - Friedrich Strohmeyer (född 1763), tysk kemist.
- 14 september - John Brinkley (född 1776), irländsk astronom och biskop.

### Fotnoter
1. ↑  Murchison, R. I. (15 mars 1835). ”On the Silurian System of rocks”. The London and Edinburgh Philosophical Magazine and Journal of Science "7":  ss. 46–52.
2. ↑  Murchison, R. I. (15 mars 1835). ”On the Silurian and Cambrian Systems”. Report of the meeting of the British Association for the Advancement of Science:  ss. 59–61.
3. ↑  ”Geological Society”. Arkiverad från originalet den 5 juni 2011. https://web.archive.org/web/20110605102217/http://www.geolsoc.org.uk/gsl/society/history/page750.html. Läst 13 april 2011.